# Viêm dây thần kinh thị giác
Viêm thần kinh thị giác là một tình trạng viêm thoái hóa myelin của dây thần kinh thị giác. Nó còn được gọi là viêm nhú mắt (khi có liên quan đến đầu dây thần kinh thị giác) và viêm dây thần kinh retrobulbar (khi có phần sau của dây thần kinh). Nó thường được liên kết với đa xơ cứng, và nó có thể dẫn đến mất thị lực hoàn toàn hoặc một phần ở một hoặc cả hai mắt.
Mất thị lực một phần, thoáng qua (kéo dài dưới một giờ) có thể là dấu hiệu của bệnh đa xơ cứng khởi phát sớm. Các chẩn đoán có thể khác bao gồm: đái tháo đường, nồng độ phosphor thấp hoặc tăng kali máu.

## Dấu hiệu và triệu chứng

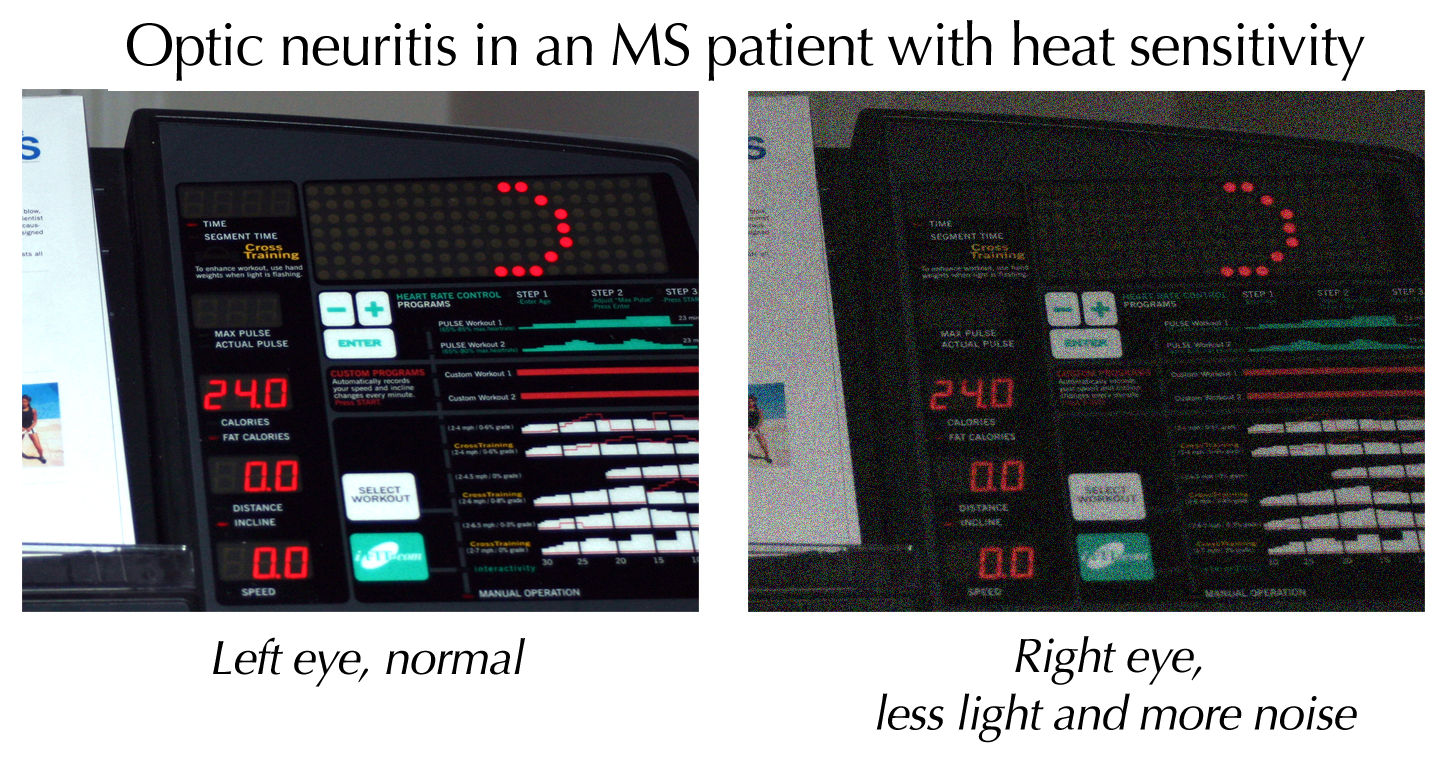
Ví dụ về cách viêm thần kinh thị giác ảnh hưởng đến một mắt của một người bị bệnh đa xơ cứng

Các triệu chứng chính là mất thị lực đột ngột (một phần hoặc toàn bộ), tầm nhìn mờ đột ngột hoặc "sương mù" và đau khi chuyển động mắt bị bệnh. Các triệu chứng ban đầu cần điều tra bao gồm các triệu chứng do bệnh đa xơ cứng (co giật, thiếu phối hợp, nói chậm, thường xuyên bị mất thị lực một phần hoặc mờ mắt), các giai đoạn "bị xáo trộn/đen hóa" thay vì mờ cho thấy giai đoạn vừa phải và cần được chăm sóc y tế ngay lập tức ngăn ngừa mất thị lực. Các triệu chứng ban đầu khác là giảm thị lực ban đêm, chứng sợ ánh sáng và mắt đỏ. Nhiều bệnh nhân bị viêm dây thần kinh thị giác có thể mất một số màu thị giác ở mắt bị ảnh hưởng (đặc biệt là đỏ), với màu sắc xuất hiện tinh tế so với mắt kia. Bệnh nhân cũng có thể gặp khó khăn khi đánh giá chuyển động theo chiều sâu có thể gây rắc rối đặc biệt khi lái xe hoặc chơi thể thao (hiệu ứng Pulfrich). Tương tự như vậy, sự suy yếu thoáng qua của thị lực với sự gia tăng nhiệt độ cơ thể (hiện tượng Uhthoff) và khuyết tật về chói là một khiếu nại thường xuyên. Tuy nhiên, một số nghiên cứu trường hợp ở trẻ em đã chứng minh sự vắng mặt của cơn đau trong hơn một nửa số trường hợp (khoảng 60%) trong dân số nghiên cứu nhi khoa của họ, với triệu chứng phổ biến nhất được báo cáo đơn giản là "mờ". Sự khác biệt đáng chú ý khác giữa biểu hiện viêm thần kinh thị giác ở người lớn so với các trường hợp nhi khoa bao gồm viêm dây thần kinh thị giác đơn phương thường gặp hơn ở người lớn, trong khi trẻ em chủ yếu xuất hiện với sự tham gia song phương.
Khi kiểm tra y tế, đầu của dây thần kinh thị giác có thể dễ dàng được nhìn thấy bằng đèn khe với một thấu kính dương tính cao hoặc bằng cách sử dụng phương pháp soi đáy mắt trực tiếp; tuy nhiên, thường không có sự xuất hiện bất thường của đầu dây thần kinh trong viêm dây thần kinh thị giác (trong trường hợp viêm dây thần kinh thị giác), mặc dù nó có thể bị sưng ở một số bệnh nhân (viêm nhú trước hoặc viêm dây thần kinh thị giác rộng hơn). Trong nhiều trường hợp, chỉ có một mắt bị ảnh hưởng và bệnh nhân có thể không nhận thức được mất thị lực màu cho đến khi họ được yêu cầu nhắm hoặc che mắt khỏe mạnh.

## Nguyên nhân
Dây thần kinh thị giác bao gồm sợi trục xuất hiện từ võng mạc của mắt và mang thông tin hình ảnh đến nhân thị giác chính, hầu hết được chuyển tiếp đến vỏ chẩm của não sẽ được xử lý thành thị lực. Viêm dây thần kinh thị giác gây mất thị lực, thường là do sưng và phá hủy vỏ bọc myelin bao phủ dây thần kinh thị giác.